# Megalomus darwini
Megalomus darwini is een insect uit de familie van de bruine gaasvliegen (Hemerobiidae), die tot de orde netvleugeligen (Neuroptera) behoort. 
Megalomus darwini is voor het eerst wetenschappelijk beschreven door Banks in 1924.